# لودويغ مارتن
لودويغ مارتن (بالألمانية: Ludwig Martin)‏ هو عالم حشرات وطبيب وعالم بقشريات الأجنحة ألماني، ولد في 17 فبراير 1858 في ميونخ في ألمانيا، وتوفي في 1 ديسمبر 1924 في Puchheim ‏ في ألمانيا.